# 北会津村
北会津村（きたあいづむら）は、福島県北会津郡にあった村である。
2004年11月1日に会津若松市へ編入し、旧村域の住所表記は「会津若松市北会津町（きたあいづまち）○○」となった。これは、福島県内において21世紀・平成初の市町村合併となった。
当時郡内唯一の町村だったため同時に北会津郡が消滅した。

## 概要
会津盆地の中に存在しており、町域の東を阿賀川、町域の西を宮川が流れている。
磐越自動車道が通るが、町域にインターチェンジはない。また、国道401号、福島県道59号会津若松三島線、福島県道72号会津坂下会津本郷線などが経由している。加えて、東日本旅客鉄道只見線が経由しており、町域の南端に会津本郷駅がある。

## 地理
阿賀川と宮川に挟まれた平坦な扇状地に位置する。村土の70％が農地であり、森林を持たない。
- 河川 : 阿賀川、宮川

## 歴史
- 1889年（明治22年）4月1日 - 町村制の施行により、北会津郡荒井村、舘ノ内村、川南村が成立。
- 1953年（昭和28年）4月1日 - 荒井村と舘ノ内村が合併し荒舘村を新設。
- 1956年（昭和31年）5月1日 - 荒舘村と川南村が合併し北会津村を新設。

## 村長
- 初代：牧原源一郎

## 交通

### 鉄道
- 東日本旅客鉄道（JR東日本）
  - 只見線：会津本郷駅

村の周囲をぐるっと回るように只見線が走っている。村内には南端部に会津本郷駅が設置されているが、村の西部へは村外にある会津高田駅・根岸駅・新鶴駅が近い。

### バス
- 会津乗合自動車

## 名所・旧跡
- ホタルの森公園
- 田村山古墳 - 全長24.85m、高さ2.15m程の前方後円墳。内行花文鏡、直刃などが出土し県の重要文化財に指定されている。

## 祭事・催事
- 小松彼岸獅子 - 3月18〜24日に開催
- スノーバトルinきたあいづ - 2月中旬に開催
- ホタル祭り - 6月下旬〜7月上旬に開催

## 名物
- コシヒカリ
- イチゴ
- サクランボ
- モモ
- ナシ
- ブドウ
- メロン
- リンゴ
- ワイン
- 地ビール

## 主要地区
主要地区の現況を述べる。

### 荒井
北会津町中部の地区。下荒井地区、中荒井地区などがあり、福島県道59号会津若松三島線、福島県道72号会津坂下会津本郷線、福島県道152号橋本会津高田線などが経由する。市立荒舘小学校、市立北会津中学校があるほか、会津若松市役所の支所がある。周辺には今和泉地区、白山地区、安良田地区、ほたるの森地区などがあり、本地区を含め水田や畑地などの農地、農村集落が広がる。

### 蟹川
北会津町東部の地区。福島県道59号会津若松三島線三島会津若松線などが経由する。地区の東側、会津若松市神指町との間には阿賀川が流れ、蟹川橋が架かる。また、地区内には水田や畑地などの農地が広がる。周辺に福島県道152号橋本会津高田線などが経由する二日町地区のほか、小出、川崎の農村集落などがある。

### 真宮
北会津町北部の地区。北端を磐越自動車道が通過するほか、会津広域農道などが経由する。また、地区内東部は真宮新町として整備され、住宅地などになっている。加えて、地区の東側を阿賀川が流れており、会津若松市神指町との間に会津大橋が架かる。真宮新町のほかには水田などの農地が広がり、周辺には田村山地区のほか、真渡、礫、鈴渕などの農村集落がある。

### 和泉
北会津町北部の地区。地区の北部を磐越自動車道が通過するほか、福島県道72号会津坂下会津本郷線などが経由する。また、地区の東側を宮川が流れており、地区内には水田、畑地などの農地が広がる。周辺に出尻地区などがある。

### 舘
北会津町西部の地区。地区を福島県道72号会津坂下会津本郷線が縦貫するように通っており、水田、畑地などの農地、農村集落などが広がる。周辺には宮ノ下地区、石原地区、中里地区のほか、平田集落などがある。

### 鷺林
北会津町中部の地区。地区の南部を福島県道152号橋本会津高田線が通る。地区内には水田、畑地の農地のほか、農村集落などが広がる。周辺に本田地区、十二所地区、寺堀地区などがある。

### 宮袋
北会津町東部の地区。地区内を福島県道152号橋本会津高田線が通る。また、地区の西側には宮川が流れており、地区内には水田、畑地などの農地のほか農村集落が広がる。周辺に天満地区、宮袋新田地区などがある。

### 麻生
北会津町中部に、東側を福島県道72号会津坂下会津本郷線が通る東麻生地区、その西側の西麻生地区、古麻生地区、さらに西側の地区で宮川に面している麻生新田地区などがある。周辺は水田、畑地などの農地や農村集落などが広がり、柏原地区、松野地区、両堂地区などがある。

### 下米塚
北会津町東部の地区。地区の東側を阿賀川が流れる。周辺は水田、畑地、果樹園などの農地や農村集落などが広がり、古館地区、三本松地区のほか、川原丁集落などがある。三本松地区と会津若松市門田町の間には国道401号の高田橋が架かる。加えて、当地区南方には上米塚地区や中新田集落があり、東日本旅客鉄道只見線の会津本郷駅がある。

### 小松
北会津町南部の地区。地区の北側を国道401号が通るほか、福島県道72号会津坂下会津本郷線なども経由する。周辺には水田、畑地などの農地や農村集落などが広がり、地区内に市立川南小学校がある。また、周辺に東小松地区、新在家地区などがある。

### 金屋
北会津町南部の地区。地区の東側を福島県道72号会津坂下会津本郷線が通るほか、地区の南部を東日本旅客鉄道只見線が通過する。周辺は水田、畑地などの農地や農村集落などが広がり、下野地区、北後庵地区、西後庵地区、大島地区のほか、大島前集落、大島新田集落などがある。